# Omar Lafluf
Omar Lafluf Hebeich (Young, Río Negro; 3 de julio de 1954) es un veterinario y político uruguayo perteneciente al Partido Nacional. 
Fue Intendente del departamento de Río Negro durante dos mandatos consecutivos, desde julio de 2005 hasta julio de 2014, y en un tercer mandato desde noviembre de 2020 hasta el 26 de julio de 2024, cuando fue sucedido por Griselda Crevoisier.

## Biografía
Hijo de Pedro Lafluf y de Margarita Hebeich. Recibido de veterinario en 1981 en la Universidad de la República. Posteriormente gozó de una beca de estudios a Suecia.
Militante político desde el año 1971 detrás de la figura de Wilson Ferreira Aldunate, se incorpora por Wilson “en las juventudes nacionalistas” del Partido Nacional y del Movimiento Por la Patria.
Presenta su primera candidatura a la Intendencia de Río Negro en las elecciones de 1994, luego repite en el año 2000 pero en ambas no logra el objetivo. En esos años, preside la Comisión Departamental del Partido Nacional en Rio Negro, siendo el nexo con el gobierno departamental que no era de su partido.
Preside durante casi una década la Comisión Honoraria del Hospital de Young, logrando múltiples avances y su transformación.
El 31 de octubre de 2004 se postula a la diputación por el departamento de Rio Negro. En las elecciones de 2004 acompañó la candidatura de Jorge Larrañaga, y fue elegido diputado por su departamento.
En las elecciones municipales de 2005 rompió con décadas de hegemonía colorada en Río Negro, siendo electo Intendente en representación de Alianza Nacional. Asumió el cargo en julio de 2005 por un período de cinco años.
Su gestión estuvo marcada por el Conflicto entre Argentina y Uruguay por plantas de celulosa, ocasionado por la instalación de una planta de celulosa en las proximidades de la capital de Río Negro, Fray Bentos. Las derivaciones de dicho conflicto, en especial la instalación de un piquete por activistas ambientalistas en Gualeguaychú, Argentina, en rechazo al proyecto industrial, dieron a la figura de Lafluf un relieve nacional.

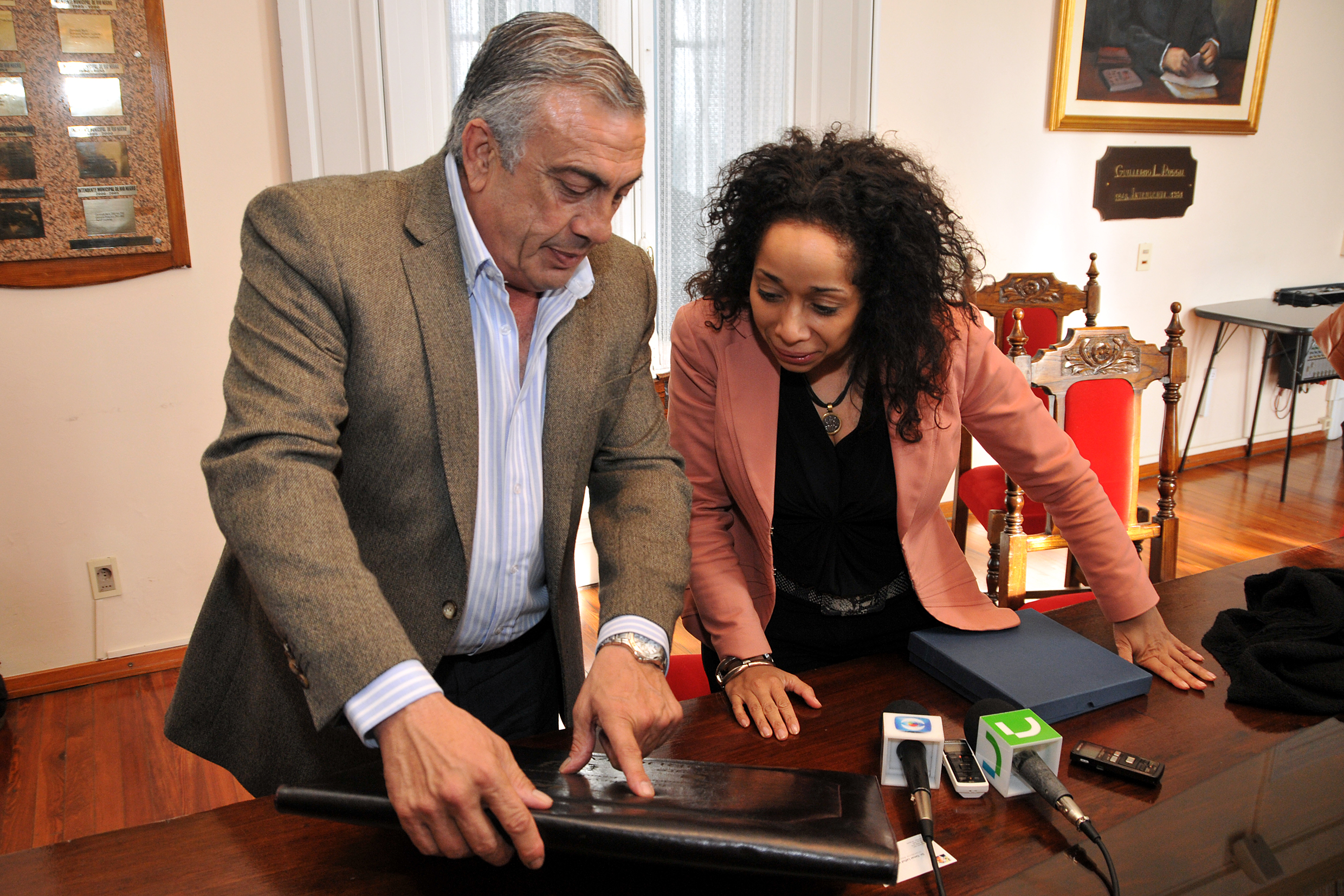
Lafluf junto a Julissa Reynoso, embajadora de los Estados Unidos ante Uruguay (2012-2014).

Presidió el Congreso Nacional de Intendentes en 2009.
En las internas de 2009, Lafluf tuvo una excelente votación en el nacionalismo a nivel de su departamento, pero no pudo conseguir la diputación en los comicios de octubre.
En febrero de 2010 renunció a su cargo para buscar la reelección en las elecciones departamentales del 9 de mayo de dicho año. En las mismas resultó triunfador, por lo que asumió por segunda vez consecutiva como intendente departamenal de Río Negro en julio del presente año.
A inicios de 2012, impedido de una nueva reelección, explora su futuro electoral a nivel partidario. En las elecciones de 2014 acompañó la candidatura de Luis Lacalle Pou, y fue elegido diputado por su departamento, en representación del sector Alianza Nacional
En las elecciones del 2020 resultó electo como intendente de Río Negro por tercera vez en su departamento, dando triunfo al Partido Nacional, impidiendo la reelección del candidato de izquierda.